# مايك غرينويل
مايك غرينويل (بالإنجليزية: Mike Greenwell) هو لاعب كرة قاعدة أمريكي، ولد في 18 يوليو 1963 في لويفيل في الولايات المتحدة.

## وصلات خارجية
- مايك غرينويل على موقع دوري كرة القاعدة الرئيسي (الإنجليزية)
- مايك غرينويل على موقع الدوري الياباني لكرة القاعدة (الإنجليزية)
- مايك غرينويل على موقعبيزبول رفرنس.كوم (الدوري الرئيسي) (الإنجليزية)
- مايك غرينويل على موقعبيزبول رفرنس.كوم (الدوري الثانوي) (الإنجليزية)
- مايك غرينويل على موقع إي إس بي إن.كوم (أم.أل.بي) (الإنجليزية)
- مايك غرينويل على موقع مشجعي الرسوم البيانية (الإنجليزية)
- مايك غرينويل على موقع Racing-Reference.info (الإنجليزية)